# Zeta Canis Majoris
Zeta Canis Majoris (ζ CMa) – gwiazda w gwiazdozbiorze Wielkiego Psa, znajdująca się w odległości około 326 lat świetlnych od Słońca.

## Nazwa
Gwiazda ta nosi tradycyjną nazwę Furud, wywodzącą się z arabskiego ‏ألفرد‎ al-furud, co oznacza „samotne” gwiazdy. Określenie to było używane dla wielu innych gwiazd, lecz nazwa przylgnęła do Zeta Canis Majoris i obecnie Międzynarodowa Unia Astronomiczna rekomenduje jej użycie na określenie właśnie tej gwiazdy.

## Charakterystyka
Jest to gorąca gwiazda ciągu głównego reprezentująca typ widmowy B. Wypromieniowuje 4020 razy więcej energii niż Słońce, w tym dużą część w zakresie ultrafioletu. Ma promień około 4,6 razy większy niż Słońce i osiem razy większą masę. Wyznaczona prędkość obrotu gwiazdy to 25 km/s, co jest niską wartością dla tego typu i sugeruje, że gwiazda jest obserwowana z Ziemi od strony bieguna. Zeta Canis Majoris jest w połowie swojego trwającego 32 miliony lat życia na ciągu głównym i nadal łączy wodór w hel. Jej masa jest bliska granicy, powyżej której gwiazdy wybuchają jako supernowa, ale Furud może też skończyć życie jako neonowo–tlenowy biały karzeł o dużej masie.
Jest to gwiazda spektroskopowo podwójna, obieg wspólnego środka masy zajmuje gwiazdom 675 dni. Jeżeli towarzysz ma masę około 2 M☉, to oba składniki dzieli średnio 3,2 au (dystans zmienia się od 1,4 do 5,1 au). Zeta Canis Majoris ma także optycznego towarzysza w odległości około 3 minut kątowych, ale odmienny typ i ruch tej gwiazdy dowodzą, że ich sąsiedztwo jest tylko kwestią przypadku.